# Союз православных хоругвеносцев
«Союз православных хоругвеносцев» (СПХ) — российская религиозно-политическая православная монархическая и национал-патриотическая организация, православное братство. Создана в 1992 году. Главой и основателем Союза был православный монархист Леонид Симонович-Никшич. Организация принадлежит к православному фундаментализму.

## Идеология

Символика «Союза православных хоругвеносцев» с лозунгом «Православие или смерть!»

Идеология СПХ основана на вере в спасительность православной монархии. Включает требование «очистить Русь от жидовского ига». Самодеятельные молитвы СПХ о восстановлении самодержавия содержат мотив «ритуального убийства». В ходе акций в 2006 году СПХ было объявлено о создании «Православной священной инквизиции» для борьбы против «тайны беззакония», идущей с Запада, и с «Хазарским каганатом», который по мнению активистов, руководит Россией. Хоругвеносцы участвовали в выступлениях православных фундаменталистов против сексменьшинств.
Лозунг СПХ «Православие или смерть!» стал поводом для официального судебного обвинения в экстремизме. Организация обвинялась также в пропаганде гомофобии, расизма, религиозной нетерпимости.
Основная часть деятельности СПХ включает крестные ходы, православные шествия, народные собрания в публичных местах с участием граждан, объединённых идеей православия, самодержавия и народности. Кроме того, в числе заметных акций СПХ:
- официальное требование возбудить уголовное дело по обвинению в оскорблении Церкви против академика Гинзбурга за высказывание против преподавания православия в школах;
- публичное сожжение книг;
- прокалывание деревянным колом портретов Мадонны;
- проект сноса мавзолея и пр.

Православные хоругвеносцы рассматривают термин «православный фундаментализм» как вызов со стороны «антихристианства».

## История и мероприятия

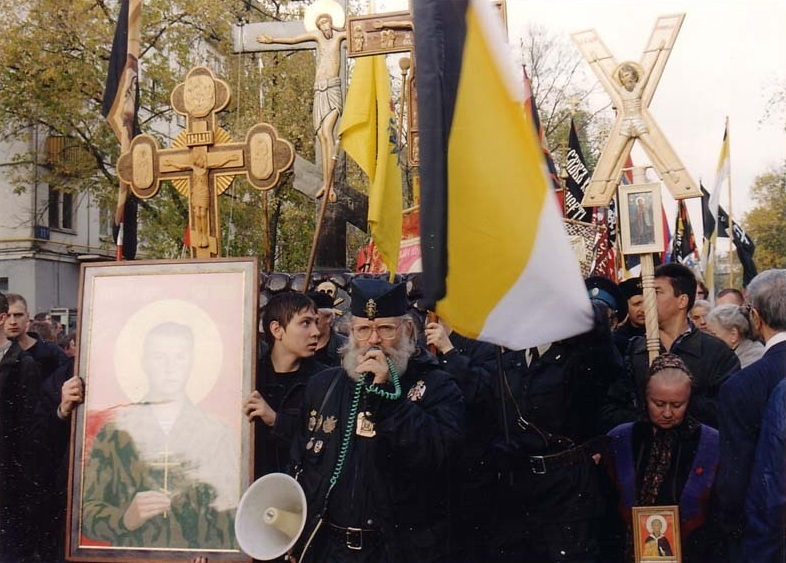
Окончание крестного хода у Белого Дома в Москве в октябре 2003 года

23 февраля 2005 года СПХ провело православно-патриотическое народное шествие в защиту русской армии и русского народа. Шествие прошло от площади Белорусского вокзала до храма святителя Николы на Берсеневке в Москве.
В сентябре 2005 году православные хоругвеносцы совместно с «Союзом православных братств» (СПБ), Союзом «Христианское Возрождение» и некоторыми другими национал-патриотическими организациями приняли участие в митинге на Славянской площади в Москве в поддержку отставного полковника Владимира Квачкова, который был обвинён в покушении на Анатолия Чубайса. Использовались знамёна с ликами «святого Иоанна Грозного» и «мученика Игоря Талькова». Выступавшие выдвигали требование «очистить Русь от жидовского ига» и провели театрализованную «казнь Чубайса».
20 декабря 2006 года патриарх Московский и всея Руси Алексий II наградил Леонида Симоновича-Никшича орденом Святого Преподобного Сергия Радонежского III степени за общественную деятельность и по случаю 60-летия. После получения ордена его настроения несколько отошли от антиеврейских, и православные хоругвеносцы временно переключились на борьбу с «содомитами».
27 мая 2006 года Союз православных хоругвеносцев вместе с Народной Защитой и другими патриотическими организациями принял участие в разгоне несанкционированного властями гей-парада в центре Москвы. Лидеры СПХ в интервью СМИ выдвинули лозунг: «Москва не Содом!».
4 ноября 2006 года, по инициативе и при участии СПХ, на Славянской площади в Москве прошло молитвенное стояние, посвященное празднику Казанской иконы Божией Матери, дню освобождения Москвы от польско-литовских оккупантов силами народного ополчения Минина и Пожарского в 1612 году, а также годовщине провозглашения России империей в 1721 году.
В годовщину гибели царской семьи православными фундаменталистами в течение нескольких лет проводились молитвенные стояния и крестные ходы в Москве, начиная от созданного скульптором Вячеславом Клыковым памятника Кириллу и Мефодию. На этих мероприятиях убийство царской семьи называлось «ритуальным». Акция проводилась совместно организациями «Союз православных хоругвеносцев», Союз «Христианское Возрождение» и «Союз православных братств», возглавляемых Симоновичем-Никшичем и Владимиром Осиповым. В 2007 года мероприятие прошло в храме Всех Святых на Соколе, где под лозунгом «Долой цареубийц» участники требовали переименования станции метро «Войковская».
10 октября 2007 года, накануне выхода в продажу русского перевода книги Джоан Роулинг «Гарри Поттер и Дары Смерти», активисты СПХ провели акцию сожжения «богопротивной книги». Акция прошла на Берсеневской набережной, напротив храма Христа Спасителя. Подойдя к Патриаршему мосту с пением тропаря Кресту Господню, хоругвеносцы разорвали на части книгу, после чего подожгли. При этом Симонович-Никшич в частности заявил: «Мы — священная инквизиция, поэтому как боролись с ересью, так и будем с ней бороться». Вместе с тем отдельные представители РПЦ защищают серию книг о Гарри Поттере, например, дьякон Андрей Кураев.
21 ноября 2008 году СПХ провёл сожжение «антихристианских и антирусских книг» книг В. Сорокина, В. Соловьёва, Э. Радзинского.
Хоругвеносцы выступают против теории Дарвина. 14 октября 2007 года на митинге в защиту «Основ православной культуры» на Славянской площади в Москве активисты СПХ совершили символический акт похорон теорий дарвинизма и атеизма. В чёрный деревянный гроб хоругвеносцы положили большого игрушечного орангутана с табличкой на груди «Дарвинизм. Атеизм». Участники митинга вбили в грудь обезьяне осиновый кол — как пояснил собравшимся глава СПХ Леонид Симонович-Никшич, «именно так в древности расправлялись с сатанинскими культами». Затем хоругвеносцы отнесли на плечах гроб за памятник святым Кириллу и Мефодию, пообещав непременно зарыть его на каком-нибудь пустыре вне городской черты.
В 2010 году СПХ и СПБ были включены в состав Совета православных общественных объединений при Синодальном отделе по взаимоотношениям церкви и общества, который в то время возглавлял протоиерей Всеволод Чаплин. Однако это не изменило их позицию, и они продолжили радикальные выступления.
В сентябре 2010 года один из лидеров хоругвеносцев Ю. Н. Агещев одобрил депортацию цыган из Франции и высказал пожелание провести массовую депортацию из России «преступного люда с Кавказа, Азии и стран бывшего Союза…».
В апреле 2011 года СПХ совместно с коммунистами и движением против УЭК участвовал в митинге на Пушкинской площади против «электронного концлагеря», рассматривая УЭК как «печать антихриста».
Члены Союза приняли участие также в разгоне гей-парада 28 мая 2011 года.
В 2012 году хоругвеносцы продолжая своё многолетнее «аутодафе», сожгли постеры с изображением участниц группы Pussy Riot и певицы Мадонны.
16 апреля 2012 года СПХ принял участие в митинге на Пушкинской площади, организованном Координационным комитетом против внедрения Универсальной электронной карты (УЭК) во главе с Г. И. Царёвой.
Хоругвеносцы регулярно принимали участие в «Русском марше». 4 ноября 2013 года они откололись от этого мероприятия и провели свой «Царский русский марш», который собрал до 100—150 человек и был проведён по маршруту «Октябрьское поле» — «Щукинская». Его лозунги включали «За монархическую форму правления!», «Против этнопреступности и за государствообразующий статус русского народа!», «За Россию как за Империю — большую, неделимую и богоугодное Русское Царство!». С того времени СПХ регулярно участвовал в этом отдельном «марше». 4 ноября 2015 года на этой акции представитель СПХ заявлял о наступлении последних времен и грядущей скорой битве с антихристом.
В период Евромайдана СПХ выступал против «киевской фашистской хунты» и акцентировали внимание, что их знамя с лозунгом «Православие или смерть!» использовали ополченцы Донбасса. СПХ критикуют осторожную позицию церкви, и заявляли упрекали о пассивной позиции по «украинскому вопросу» и о тесных контактах с Римом одного из авторитетных представителей Московской патриархии митрополита Илариона.
17 июля 2016 году СПХ принимал участие в митинге на Суворовской площади в Москве, где совместно с «Национально-консервативным движением» и некоторыми другими монархическими организациями почтил память царственных мучеников и выразил протест против показа фильма находившегося в производстве фильма Алексея Учителя «Матильда». В этом их поддержал митрополит Владивостокский и Приморский Вениамин (Пушкарь). Хоругвеносцами был сожжён постер этого фильма. На митинге с поддержкой его лозунгов выступил также протоиерей Всеволод Чаплин.

## Оценки
В РПЦ деятельность православных хоругвеносцев находит одобрение, хотя представители Церкви не всегда согласны с их позицией или публичными выступлениями.
Акция сожжения книг В. Сорокина, Э. Радзинского и В. Соловьева была осуждена рядом священнослужителей, по мнению, хоругвеносцы не являются церковной организацией и своими действиями только дискредитируют церковь. СПБ и СПХ критиковал диакон Андрей Кураев.